# 伊号第百七十二潜水艦
| 画像をアップロード | |
| 艦歴               | |
| 計画               | 昭和6年度計画（第一次補充計画）                                                                             |
| 起工               | 1933年12月16日                                                                                              |
| 進水               | 1935年4月6日                                                                                                |
| 就役               | 1937年1月7日                                                                                                |
| その後             | 1942年11月10日戦没                                                                                          |
| 除籍               | 1942年12月15日                                                                                              |
| 性能諸元           | |
| 排水量             | 基準：1,400トン 常備：1,785トン 水中：2,440トン                                                             |
| 全長               | 104.70m |
| 全幅               | 8.20m |
| 吃水               | 4.58m |
| 機関               | 艦本式1号甲8型ディーゼル2基2軸 水上：9,000馬力 水中：1,800馬力                                              |
| 速力               | 水上：23.0kt 水中：8.2kt                                                                                    |
| 航続距離           | 水上：10ktで14,000海里 水中：3ktで65海里                                                                    |
| 燃料               | 重油：341t                                                                                                  |
| 乗員               | 68名 |
| 兵装               | 12cm単装砲1門 13mm機銃1挺 7.7mm機銃1挺 53cm魚雷発射管 艦首4門、艦尾2門 魚雷14本 MV式水中聴音機 九一式探信儀 |
| 備考               | 安全潜航深度：75m                                                                                           |

伊号第百七十二潜水艦（いごうだいひゃくななじゅうにせんすいかん）は、日本海軍の潜水艦。伊百六十八型潜水艦（海大VI型a）の5番艦。竣工時の艦名は伊号第七十二潜水艦。

## 艦歴
- 1933年（昭和8年）12月16日 - 三菱神戸造船所で起工。
- 1935年（昭和10年）4月6日 - 進水
- 1937年（昭和12年）1月7日 - 竣工。呉鎮守府籍となり、伊71、伊73と共に第20潜水隊を編成[1][2]。
- 1938年（昭和13年）6月1日 - 艦型名を伊六十八型に改正[3]。
- 1941年（昭和16年）11月11日 - 第3潜水戦隊第20潜水隊に属し、佐伯を出航[1]。
  - 11月20日 - クェゼリン着[1]。
  - 11月23日 - クェゼリンを出航しハワイ作戦に参戦[1]。
  - 12月17日 - ハワイ島ヒロ湾で砲撃[4]。
  - 12月19日 - 北緯16度45分 西経156度00分 / 北緯16.750度 西経156.000度のオアフ島南方150浬地点付近で、ホノルルからボルチモアへ航行中の米貨物船プルーサ（Prusa、5,113トン）を雷撃。魚雷はプルーサの機関部に命中し、これを撃沈[4]。
- 1942年（昭和17年）1月12日 - クェゼリンを出航しハワイ方面で活動[1]。
  - 1月23日 - 北緯21度01分 西経160度06分 / 北緯21.017度 西経160.100度のホノルル西方135浬地点付近で、真珠湾からウェーク島へ航行中のアメリカ海軍給油艦ナチェスを雷撃により撃沈[2][4]。
  - 2月16日 - クェゼリンを出航し、米機動部隊のラバウル攻撃を受けウェーキ東方海面へ退避[1]。
  - 3月5日 - 呉入港。修理を実施[1]。
  - 3月20日 - 第20潜水隊が解隊し第12潜水隊に編入[1]。
  - 5月20日 - 伊号第百七十二潜水艦に改名。
  - 8月22日 - 呉を出航し、28日、トラック着[1]。
  - 8月30日 - トラックを出航。ソロモン、ガダルカナル島方面を偵察[1]。
  - 10月12日 - トラックを出航。甲標的協力艦となりガダルカナル島へ航行[1]。
  - 11月3日 - サンクリストバル島南西沖で輸送船団を発見したとの報告を最後に消息不明。同日、船団護衛中の米軽巡洋艦ヘレナ(USS Helena, CL-50)にレーダー探知され、駆逐艦マッカーラ（英語版）(USS McCalla, DD-488)の爆雷攻撃を受け戦没。第12潜水隊司令・岡本義助大佐、大田艦長以下91名全員が戦死[1][2]。
  - 11月27日 - ソロモン諸島南西海面で亡失と認定[5]。

撃沈総数2隻、撃沈トン数12,496トン。

## 歴代艦長
※『艦長たちの軍艦史』435頁による。

### 艤装員長
- 南里勝次 少佐：1936年4月20日[6] -

### 艦長
- 南里勝次 少佐：1937年1月7日 - 1937年12月1日[7]
- 栢原保親 少佐：1937年12月1日 - 1939年10月10日
- （兼）堀武雄 少佐：1939年10月10日[8] - 1939年11月20日[9]
- 小泉騏一 中佐：1939年11月20日 - 1941年8月20日[10]
- 戸上一郎 少佐：1941年8月20日 - 1942年5月20日
- （兼）江見哲四郎 中佐：1942年5月20日 - 1942年6月30日
- 大田武 少佐：1942年6月30日 - 11月3日戦死